# Limnopoa
Limnopoa là một chi thực vật có hoa trong họ Hòa thảo (Poaceae).

## Loài
Chi Limnopoa gồm các loài: